# Friedrich Schleiermacher
Friedrich Daniel Ernst Schleiermacher (n. 21 noiembrie 1768, Breslau, Sfântul Imperiu Roman – d. 12 februarie 1834, Berlin, Regatul Prusiei) a fost un teolog protestant și filozof german.

## Biografie
S-a născut la Breslau, fiind fiul unui capelan de confesiune reformată din armata prusacă. A fost educat într-o școală moraviană la Niesky, în Lusația de Sus, și la Barby, lângă Halle. Teologia moraviană a încetat în curând să-l mulțumească, iar îndoielile sale au început să prindă contur. Tatăl său i-a dat în cele din urmă permisiunea să se înscrie la Universitatea din Halle, care abandonase deja pietismul și adoptase spiritul raționalist al lui Friedrich August Wolf și Johann Salomo Semler. 
Ca student, și-a format lecturi independente, neglijând studiul Vechiului Testament și al limbilor orientale. Dar, frecventând prelegerile lui Semler și ale lui Johann Augustus Eberhard a dobândit de la întâiul principiile unei critici independente a Noului Testament și de la cel din urmă o pasiune pentru Platon și Aristotel. În același timp, a studiat în detaliu lucrările lui Immanuel Kant și ale lui Friedrich Heinrich Jacobi. Astfel, a dobândit obiceiul caracteristic de a-și forma opiniile prin examinare atentă și evaluarea tuturor pozițiilor rivale. Astfel, el a combinat această receptivitate cu puterea reconstructivă a unui gânditor profund original.

## Traduceri
- Hermeneutica, traducere și studiu introductiv Nicolae Râmbu, Polirom, Iași, 2001.